# Neuquensuchus
Neuquensuchus universitas
Genre
Espèce
Neuquensuchus est un genre éteint de crocodyliformes, un clade qui comprend les crocodiliens modernes et leurs plus proches parents fossiles.
Une seule espèce est rattachée au genre : Neuquensuchus universitas, décrite par Lucas E. Fiorelli et Jorge O. Calvo en 2007.

## Découverte
Son fossile a été découvert dans la formation géologique de Bajo de la Carpa d'âge Santonien (Crétacé supérieur), il y a environ 85 Ma (millions d'années).
Il s'agit d'un squelette post-crânien partiel, trouvé sur le campus de l'Université de Comahue (es) de la ville de Neuquén, la capitale de la province du même nom (province de Neuquén) dans l'ouest de l'Argentine.

## Étymologie
La ville de Neuquén, accompagnée du mot du grec ancien Soũkhos, « crocodile », lui ont donné son nom de genre Neuquensuchus (le « crocodile de Neuquén »), et le campus universitaire où a été découvert son fossile, son nom d'espèce latinisé en universitas.

## Description
C'était un animal terrestre au corps allongé avec un cou et des membres minces. Ses humérus mesurent 10 centimètres de long. C'est le seul Crocodyliformes connu avec Shantungosuchus à posséder des tibias plus longs (10,5 cm) que ses fémurs (9,4 cm). Cette morphologie indiquerait une capacité à courir.

## Habitat
Neuquensuchus partageait son environnement avec de nombreux autres animaux, des serpents (Dinilysia), d'autres crocodyliformes (Comahuesuchus, Cynodontosuchus, Notosuchus...), des dinosaures dont des abelisauridés, des noasauridés (Velocisaurus), des alvarezsauridés (Alvarezsaurus), des titanosauriens comme Bonitasaura et des oiseaux (Neuquenornis et Patagopteryx).

## Classification
La position taxonomique de Neuquensuchus a varié depuis sa découverte. Ses inventeurs en 2007 en font un protosuchien proche des genres Shantungosuchus, Sichuanosuchus, Zosuchus et Fruitachampsa.
En 2012, les résultats d'une grande analyse phylogénétique des Crocodyliformes par Mario Bronzati et ses collègues le positionne comme un Crocodyliformes basal, en groupe frère du genre chinois Shantungosuchus.
Des analyses phylogénétiques en 2015 et 2017 le placent, soit parmi les notosuchiens dans le clade des Ziphosuchia,, soit, au contraire, confirment l'analyse initiale du genre.